# Речкунова
Речкунова — деревня в Абатском районе Тюменской области России. Входит в состав Абатского сельского поселения.

## История
В «Списке населенных мест Российской империи» 1871 года издания (по сведениям 1868—1869 годов) населённый пункт упомянут как казённая деревня Ишимского округа Тобольской губернии, при речке Китерне, расположенная в 77 верстах от окружного центра города Ишим. В деревне насчитывалось 145 дворов и проживало 132 человека (299 мужчин и 319 женщин).
В 1926 году в деревне имелось 204 хозяйства и проживало 965 человек (456 мужчин и 509 женщин). Функционировала школа I ступени. В административном отношении Речкунова являлась центром Речкуновкого сельсовета Абатского района Ишимского округа Уральской области.

## География
Деревня находится в юго-восточной части Тюменской области, в лесостепной зоне, в пределах Ишимской равнины, на берегах реки Китерни, на расстоянии примерно 9 километров (по прямой) к северо-западу от села Абатское, административного центра района. Абсолютная высота — 77 метров над уровнем моря.

### Часовой пояс
Деревня Речкунова, как и вся Тюменская область, находится в часовой зоне МСК+2. Смещение применяемого времени относительно UTC составляет +5:00.

## Население
| 1989 | 2002 | 2010 |
| ---- | ---- | ---- |
| 159  | ↘125 | ↘73  |

Национальный состав
Согласно результатам переписи 2002 года, в национальной структуре населения русские составляли 100 % из 125 чел.

## Инфраструктура
В деревне функционирует фельдшерско-акушерский пункт.